# 俄宮諜影 (電視劇)
《俄宮諜影》(直譯為「筆與劍」) 是一套在2007年首播的俄羅斯歷史電視劇，根據瓦倫丁·比庫於1972年創作的同名小說改編。
該劇於2012年4月1日由緯來育樂台在臺灣首播。

## 劇情
一名法國外交官兼間諜「迪昂」派駐俄國，穿梭俄法德之間，在俄國知名的七年戰爭期間多次扮演幕後關鍵角色。「迪昂」以男人的身份活了48年，爾後以女人身份活躍34年，成功轉換於官服與蕾絲裙之間，奇妙的運用筆或劍掩飾身份，也道出俄國七年戰爭爾虞我詐的幕後眞相。

## 外部連結
- 《俄宮諜影》於Россия-1電視臺頁面（页面存档备份，存于） （俄文）
- 《俄宮諜影》於緯來育樂台頁面（页面存档备份，存于） （繁體中文）
- 於YouTube的中文預告片 1：俄宮諜影coming soon（页面存档备份，存于） （繁體中文）
- 於YouTube的中文預告片 2：俄宮諜影上檔篇（页面存档备份，存于） （繁體中文）
- 互联网电影数据库（IMDb）上《俄宮諜影》的资料（英文）